# No Money
«No Money» es una canción realizada por el dúo sueco de música electrónica Galantis. Se lanzó como sencillo el 1 de abril de 2016 a través de Big Beat Records. Fue co-compuesta por el cantautor británico BullySongs y el productor británico Digital Farm Animals, quién este último también se encargó de la coproducción. Las voces la aporta Reece Bullimore, el hijo de BullySongs de tan sólo 12 años de edad. Éste fue estrenado el 19 de marzo de 2016 durante su presentación en el Ultra Music Festival de Miami. Se ubicó entre los primeros diez en Suecia, Finlandia, Dinamarca, Australia, Países Bajos, Reino Unido e Irlanda, mientras en Noruega alcanzó la primera ubicación.

## Video musical
El video musical oficial se estrenó el 11 de mayo de 2016. Cuenta con la dirección de Andrew Donoho. Muestra a un pequeño ejército de niños con la cara pintada al estilo de la mascota de la banda, en la que libran una especie de batalla callejera destacando sus destrezas en la pista de baile.

## Lista de canciones
| Descarga digital |            |          |  |
| N.º              | Título     | Duración |  |
| 1.               | «No Money» | 3:09     |  |

| Descarga digital (Remixes) |                                   |          |  |
| N.º                        | Título                            | Duración |  |
| 1.                         | «No Money» (MOTi Remix)           | 4:21     |  |
| 2.                         | «No Money» (Dillon Francis Remix) | 4:41     |  |
| 3.                         | «No Money» (Lucky Charmes Remix)  | 4:03     |  |

| Descarga digital (Remixes, Pt. 2) |                                |          |  |
| N.º                               | Título                         | Duración |  |
| 1.                                | «No Money» (Curbi Remix)       | 3:41     |  |
| 2.                                | «No Money» (Wuki Remix)        | 3:15     |  |
| 3.                                | «No Money» (Chet Porter Remix) | 3:04     |  |
| 4.                                | «No Money» (Miska K Remix)     | 4:01     |  |

## Posicionamiento en listas
| Lista (2016)                              | Mejor posición |
| ----------------------------------------- | -------------- |
| Alemania (Official German Charts)         | 10             |
| Argentina (LOS40 Argentina)               | 1              |
| Australia (ARIA)                          | 6              |
| Austria (Ö3 Austria Top 40)               | 9              |
| Bélgica (Flandes) (Ultratop 50)           | 22             |
| Bélgica (Valonia) (Ultratop 50)           | 5              |
| Canadá (Canadian Hot 100)                 | 51             |
| Dinamarca (Tracklisten)                   | 9              |
| Escocia (Scottish Singles Chart)          | 5              |
| Eslovaquia (Singles Digitál Top 100)      | 7              |
| España (Top 100 Canciones)                | 26             |
| Estados Unidos (Billboard Hot 100)        | 88             |
| Estados Unidos (Dance Club Songs)         | 26             |
| Estados Unidos (Dance/Electronic Songs)   | 7              |
| Finlandia (OFC)                           | 6              |
| Francia (SNEP)                            | 64             |
| Hungría (Single Top 40)                   | 22             |
| Irlanda (IRMA)                            | 5              |
| Italia (FIMI)                             | 15             |
| México (Billboard México Ingles Airplay)  | 2              |
| Noruega (VG-lista)                        | 1              |
| Nueva Zelanda (Recorded Music NZ)         | 16             |
| Países Bajos (Dutch Top 40)               | 5              |
| Polonia (Polish Airplay Top 100)          | 11             |
| Portugal (AFP)                            | 17             |
| Reino Unido (UK Singles Chart)            | 4              |
| Reino Unido (UK Dance Chart)              | 2              |
| República Checa (Singles Digitál Top 100) | 4              |
| Suecia (Sverigetopplistan)                | 4              |
| Suiza (Schweizer Hitparade)               | 13             |

### Certificaciones
| País          | Organismo certificador | Certificación | Ventas  | Ref.   |
| ------------- | ---------------------- | ------------- | ------- | ------ |
| Australia     | ARIA                   | Platino       | 70 000  | [ 37 ] |
| Italia        | FIMI                   | Oro           | 25 000  | [ 38 ] |
| Nueva Zelanda | RMNZ                   | Oro           | 7 500   | [ 39 ] |
| Reino Unido   | BPI                    | Platino       | 600 000 | [ 40 ] |
| Suiza         | IFPI Suiza             | Oro           | 15 000  | [ 41 ] |